# Belisana anhuiensis
Belisana anhuiensis är en spindelart som först beskrevs av Xu och Wang 1984.  Belisana anhuiensis ingår i släktet Belisana och familjen dallerspindlar. Inga underarter finns listade.